# Qualificazioni al campionato mondiale di calcio 2010 - UEFA - Fase a gironi, gruppo 6

## Classifica
| Squadra     | P.ti | G  | V | N | P  | GF | GS | DR  |
| ----------- | ---- | -- | - | - | -- | -- | -- | --- |
| Inghilterra | 27   | 10 | 9 | 0 | 1  | 34 | 6  | +28 |
| Ucraina     | 21   | 10 | 6 | 3 | 1  | 21 | 6  | +15 |
| Croazia     | 20   | 10 | 6 | 2 | 2  | 19 | 13 | +6  |
| Bielorussia | 13   | 10 | 4 | 1 | 5  | 19 | 14 | +5  |
| Kazakistan  | 6    | 10 | 2 | 0 | 8  | 11 | 29 | -18 |
| Andorra     | 0    | 10 | 0 | 0 | 10 | 3  | 39 | -36 |

- Inghilterra qualificata direttamente al mondiale.
- Ucraina qualificata agli spareggi.

## Risultati
| Arbitro: | Banari |

|                                |           |  |
| Ostapenko 14’, 30’ Wzdenov 44’ | Marcatori |  |

| Arbitro: | Johannesson |

|                                    |           |  |
| N. Kovač 13’ Modrić 36’ Petrić 81’ | Marcatori |  |

| Arbitro: | Çakır |

|  |           |                  |
|  | Marcatori | 48’, 55’ J. Cole |

| Arbitro: | Rizzoli |

|                |           |  |
| Ševčenko 90+4’ | Marcatori |  |

| Arbitro: | Micheľ |

|               |           |                                  |
| Mandžukić 78’ | Marcatori | 26’, 59’, 82’ Walcott 63’ Rooney |

| Arbitro: | Evans |

|                  |           |                                      |
| Pujol 67’ (rig.) | Marcatori | 37’ Verchaŭcoŭ 79’ Radyënaŭ 90’ Hleb |

| Arbitro: | Brych |

|               |           |                                 |
| Ostapenko 68’ | Marcatori | 45’, 80’ Nazarenko 54’ Ševčenko |

| Charkiv 11 ottobre 2008, ore 20:00 EEST | Ucraina   | 0 – 0 referto | Croazia | Stadio Metalist (38.500 spett.)\| Arbitro: \| Braamhaar \| |
| Arbitro:                                | Braamhaar |               |         |                                                            |

| Arbitro: | Allaerts |

|                                                           |           |             |
| Ferdinand 52’ Kuchma 64’ (aut.) Rooney 76’, 86’ Defoe 90’ | Marcatori | 68’ Kökeyev |

| Arbitro: | Vad |

|                                      |           |  |
| Rakitić 16’, 87’ Olić 32’ Modrić 75’ | Marcatori |  |

| Arbitro: | Hauge |

|           |           |                             |
| Sitko 28’ | Marcatori | 11’ Gerrard 50’, 75’ Rooney |

| Arbitro: | Bo Larsen |

|                      |           |              |
| Crouch 29’ Terry 85’ | Marcatori | 74’ Ševčenko |

| Arbitro: | Trattou |

|  |           |                         |
|  | Marcatori | 15’ Klasnić 35’ Eduardo |

| Arbitro: | Jech |

|             |           |                                                   |
| Abdwlïn 10’ | Marcatori | 48’ Hleb 54’, 64’ Kalačoŭ 57’ Stasevič 88’ Kovel' |

| Arbitro: | Hauge |

|                      |           |                      |
| Petrić 2’ Modrić 68’ | Marcatori | 13’ Ševčenko 54’ Haj |

| Arbitro: | Jakobsson |

|  |           |                                                      |
|  | Marcatori | 40’ Barry 45+2’ Heskey 73’ Rooney 77’ (rig.) Lampard |

| Arbitro: | Kranjc |

|                                                  |           |                   |
| Blіznyuk 2’, 76’ Kalačoŭ 44’ Karnilenka 50’, 65’ | Marcatori | 90+3’ (rig.) Lima |

| Arbitro: | Paixão |

|                    |           |                |
| Nazarenko 33’, 47’ | Marcatori | 19’ Nöserbayev |

| Arbitro: | Nijhuis |

|                                                      |           |  |
| Rooney 4’, 39’ Lampard 29’ Defoe 73’, 75’ Crouch 80’ | Marcatori |  |

| Arbitro: | Brych |

|                |           |                           |
| Verchaŭcoŭ 81’ | Marcatori | 22’, 83’ Olić 69’ Eduardo |

| Arbitro: | Sipailo |

|                                                                                        |           |  |
| Jarmolenko 18’ Mileŭski 45+2’, 90+2’ (rig.) Ševčenko 72’ (rig.) Selezn'ov 90+4’ (rig.) | Marcatori |  |

| Arbitro: | Plautz |

|             |           |  |
| Rakitić 24’ | Marcatori |  |

| Arbitro: | Undiano Mallenco |

|                                                    |           |             |
| Lampard 7’ (rig.), 59’ Gerrard 18’, 67’ Rooney 77’ | Marcatori | 71’ Eduardo |

| Minsk 9 settembre 2009, ore 20:00 EEST | Bielorussia | 0 – 0 referto | Ucraina | Stadio Dinamo (21.727 spett.)\| Arbitro: \| Kassai \| |
| Arbitro:                               | Kassai      |               |         |                                                       |

| Arbitro: | Toussaint |

|             |           |                                 |
| Sonejee 70’ | Marcatori | 14’, 35’ Xïjnïçenko 29’ Baltıev |

| Arbitro: | Ennjimi |

|                                            |           |  |
| Bardačoŭ 23’ Kalačoŭ 69’, 90+3’ Kovel' 86’ | Marcatori |  |

| Arbitro: | Skomina |

|               |           |  |
| Nazarenko 29’ | Marcatori |  |

| Arbitro: | Circhetta |

|                |           |                              |
| Xïjnïçenko 26’ | Marcatori | 10’ Vukojević 90+3’ Kranjčar |

| Arbitro: | Thomson |

|  |           |                                                                                       |
|  | Marcatori | 22’ Ševčenko 61’ Husjev 70’ (aut.) I. Lima 80’ Rakyc'kyj 81’ Selezn'ov 84’ Jarmolenko |

| Arbitro: | Cardoso Batista |

|                                    |           |  |
| Crouch 4’, 76’ Wright-Phillips 60’ | Marcatori |  |